# FC Tsarsko Selo Sofia
El FC Tsarsko Selo Sofia (en búlgaro: Царско Село) fue un equipo de fútbol de Bulgaria que jugó en la Liga Profesional de Bulgaria, la primera división de fútbol en el país.

## Historia
Fue fundado el 1 de julio de 2015 en el poblado de Dragalevtsi de la capital Sofía luego de que el anterior presidente del PFC CSKA Sofia Stoyne Manolov decidiera crear una academia de fútbol llamada Tsarsko Selo con el objetivo de desarrollar jugadores nacidos entre 2002 y 2010.
El club fue registrado en la cuarta división nacional y Todor Yanchev, capitán por muchos años del PFC CSKA Sofia, fue el primer entrenador en la historia del club. El 12 de noviembre de 2015 firman un convenio con el Málaga CF de España, y un mes después se fusionan con el FC Sofia 2010 para dar origen al Tsarsko Selo Sofia.
El 28 de julio de 2016 el equipo es admitido en la Segunda Liga de Bulgaria, debutando en esa temporada en la Copa de Bulgaria donde fueron eliminados en la primera ronda por el PFC Levski Sofia 0-2.
Un empate sin goles ante el FC CSKA 1948 Sofia el 22 de abril de 2019 aseguró el título de la B PFG y con ello el ascenso a la Liga Profesional de Bulgaria por primera vez en su historia.
El 22 de mayo de 2022 el presidente del club Stoyne Manolov anunció que el club no participaría en la siguiente temporada y desaparecería.

## Palmarés
- B PFG: 1

2018/19

## Temporadas
| 2015–16                             | A RFG (IV)        | 2°  | 20 | 1  | 5  | 92 | 21 | 61 | no clasificó  |
| 2016–17                             | Segunda Liga (II) | 5°  | 14 | 6  | 10 | 54 | 39 | 48 | Primera Ronda |
| 2017–18                             | Segunda Liga      | 3°  | 19 | 6  | 5  | 56 | 28 | 63 | Segunda Ronda |
| 2018–19                             | Segunda Liga      | 1st | 24 | 4  | 2  | 68 | 27 | 76 | Primera Ronda |
| 2019–20                             | Primera Liga (I)  | 13° | 9  | 4  | 18 | 27 | 50 | 31 | Primera Ronda |
| 2020–21                             | Primera Liga      | 9°  | 9  | 10 | 13 | 33 | 39 | 37 | Segunda Ronda |
| 2021–22                             | Primera Liga      | 14° | 5  | 11 | 16 | 22 | 38 | 26 | Primera Ronda |
| Verde marca ascenso, Rojo descenso. |                   |     |    |    |    |    |    |    |               |

## Jugadores

### Récords Individuales
| #  | Nombre            | Periodo        | Apariciones |
| -- | ----------------- | -------------- | ----------- |
| 1  | Reyan Daskalov    | 2016–2021      | 124         |
| 2  | Georgi Minchev    | 2017–2020      | 87          |
| 3  | Antonio Georgiev  | 2018–2021      | 83          |
| 4  | Bozhidar Katsarov | 2017–2019      | 78          |
| 5  | Ivaylo Markov     | 2018–2021      | 68          |
| 6  | Martin Kavdanski  | 2019–2022      | 74          |
| 7  | Georgi Hashev     | 2017–2019      | 56          |
| 8  | Anderson          | 2017–2022      | 50          |
| 9  | Johny Placide     | 2019–2021      | 47          |
| 10 | Svetoslav Dikov   | 2017–2018 2019 | 43          |

| #  | Nombre            | Periodo        | Goles |
| -- | ----------------- | -------------- | ----- |
| 1  | Georgi Minchev    | 2017–2020      | 40    |
| 2  | Svetoslav Dikov   | 2017–2018 2019 | 33    |
| 3  | Pavel Petkov      | 2017–2018      | 17    |
| 4  | Simeon Ganchev    | 2016–2018      | 13    |
| 5  | Bozhidar Katsarov | 2017–2019      | 11    |
| 6  | Rodney Antwi      | 2019–2020      | 9     |
| 7  | Antonio Georgiev  | 2018–2021      | 8     |
| 8  | Anderson          | 2017–2022      | 8     |
| 9  | Reyan Daskalov    | 2016–2021      | 7     |
| 10 | Martin Kavdanski  | 2019–2022      | 5     |